# Bartis Ferenc
Bartis Ferenc írói neve Karda (Gyergyószárhegy, Erdély, 1936. július 4. – Budapest, 2006. június 9.) magyar író, költő, Bartis Attila író apja.

## Életútja
Középiskolát Gyergyószentmiklóson és líceumi esti tagozaton Marosvásárhelyen végzett, egyetemi tanulmányait a Bolyai Tudományegyetem magyar-történelem szakán kezdte 1956-ban, de 1957-ben letartóztatták és bebörtönözték, 1964-ben szabadult. Ezen kényszerű megszakítás után 1968-ban szerzett tanári képesítést a marosvásárhelyi Pedagógiai Intézetben a magyar-román-francia szakon. Közben fizikai munkásként dolgozott építőtelepeken, gyárakban és a mezőgazdaságban.
Versei, karcolatai, népművelő írásai és fordításai 1953-tól jelentek meg. Szerkesztői pályáját a Falvak Dolgozó Népénél kezdte, majd a Hargitánál dolgozott. 1968-ban szerepelt a Megtalált világ című irodalmi antológiában. 1970-től az Új Élet riportere és a Művelődés munkatársa volt. 1984-ben áttelepült Magyarországra a politikai zaklatások miatt. 1984–85-ben a Média Kft. szerkesztője volt, majd a Képes 7 kulturális rovatát vezette. Az Antikva Könyvkiadót igazgatta, majd a Magyarok (1988–89) és A Céh (1990) című folyóiratok alapító főszerkesztője. Az Összmagyar Testület elnöke volt.
Budapesten érte a halál, de kívánságához híven szülőfalujában, Gyergyószárhegyen helyezték örök nyugalomra.

## Művei (válogatás)
- Konok szeretet (versek, Katona Szabó István előszavával, Forrás 1972)
- Felsült próbatevő (színpadi karikatúra, Marosvásárhely, 1972)
- Kegyetlen szépség (versek, Kolozsvár, 1975)
- Ha éjfélkor virrad (színdarab, 1979)
- Kövek és fűszálak (gyermektörténetek, 1980)
- Rácsok között Romániában (emlékirat, 1988)
- Életre hívó halotti beszéd (versek, 1989)
- Útra való étkezőknek (versek, 1989)
- Szelíd sárkányok (levelek, 1993)
- Ellopták a világ lelkét avagy Pokoljárás a mennyországban (versek, 1998)
- Rovások az idő mestergerendáján (versek, 1998)
- Fekete tűzijáték (versek, 2003)
- A kényszerhelyzet művészete és a művészet kényszerhelyzete (tanulmány, 1994)
- Az összmagyar eszme : megmaradásunk módszertana (tanulmányok, 2005)
- Arccal a falnak. Kínvallatók alvilága; Masszi, Bp., 2005
- Üzenet Baranyi Ferencnek és Péter Lászlónak, de nemcsak nekik; Szenci Molnár Társaság, Bp., 2005
- És mégis élünk. Válogatott költemények; sajtó alá rend. Maróti István; Trikolor, Bp., 2006 (Örökségünk)
- Hányan kellene lennünk? Mekkora nemzet lehetnénk?; Összmagyar Testület–A CÉH, Bp., 2006
- Csakazértis. Maróti István beszélget Bartis Ferenc íróval; Eötvös József, Bp., 2009